# Skale modalne współczesne
Skale modalne współczesne, współczesny system skal modalnych – w teorii muzyki tryby będące rozwinięciem systemu dur-moll. Są skalami diatonicznymi (mają po dwa półtony), zbudowanymi na kolejnych stopniach skali durowej (na materiale dźwiękowym skali durowej), poprzez przesuwanie toniki o kolejne stopnie skali głównej. Kompozytorami wykorzystującymi współczesne skale modalne byli m.in. Claude Debussy, Gustav Holst, Manuel de Falla, Béla Bartók oraz Zoltán Kodály.
Lista skal modalnych współczesnych wraz z podstawowymi informacjami:
- jońska
  - durowa, tożsama z durową naturalną
  - dźwięk prowadzący na 7. stopniu
  - zbudowana z dwóch identycznych tetrachordów, z półtonami między 3. a 4. stopniem obu tetrachordów
- dorycka
  - molowa, w stosunku do molowej naturalnej ma powyższony 6. stopień
  - nie ma dźwięku prowadzącego
  - zbudowana na 2. stopniu skali jońskiej z dwóch identycznych tetrachordów, z półtonami między 2. a 3. stopniem obu tetrachordów
- frygijska
  - molowa, w stosunku do molowej naturalnej ma obniżony 2. stopień
  - ma dźwięk prowadzący na 2. stopniu
  - zbudowana na 3. stopniu skali jońskiej z dwóch identycznych tetrachordów, z półtonami między 1. a 2. stopniem obu tetrachordów
- lidyjska
  - durowa, w stosunku do durowej naturalnej ma powyższony 4. stopień
  - ma dźwięk prowadzący, na 7. stopniu
  - zbudowana na 4. stopniu skali jońskiej. Pierwszy tetrachord w ogóle nie ma półtonów, drugi tetrachord to tetrachord durowy – półton jest między dwoma ostatnimi stopniami; drugi półton całej skali jest między tetrachordami, czyli między 4. a 5. stopniem całej skali
- miksolidyjska
  - durowa, w stosunku do durowej naturalnej ma obniżony 7. stopień
  - nie ma dźwięku prowadzącego
  - zbudowana na 5. stopniu skali jońskiej. Pierwszy tetrachord jest identyczny jak durowy (półton między 3. a 4. stopniem), drugi tetrachord jest dorycki (półton między 2. a 3. stopniem tetrachordu, czyli między 6. a 7. całej skali)
- eolska
  - molowa, tożsama z molową naturalną
  - nie ma dźwięku prowadzącego
  - zbudowana na 6. stopniu skali jońskiej. Pierwszy tetrachord jest dorycki (półton między stopniami 2. a 3.), drugi tetrachord jest lidyjski (półton między 1. a 2. stopniem, czyli 5. a 6. całej skali)
- lokrycka
  - molowa, w stosunku do molowej naturalnej ma obniżone stopnie 2. i 5.
  - ma dźwięk prowadzący na 2. stopniu
  - zbudowana na 7. stopniu skali jońskiej. Nie ma półtonów w drugim tetrachordzie; pierwszy tetrachord ma półton między 1. a 2. stopniem, drugi półton jest między tetrachordami, czyli między 4. a 5. stopniem całej skali